# Glubinka
 (décembre 2023).
Si vous disposez d'ouvrages ou d'articles de référence ou si vous connaissez des sites web de qualité traitant du thème abordé ici, merci de compléter l'article en donnant les références utiles à sa vérifiabilité et en les liant à la section « Notes et références ».
 (juin 2020).
Le mot glubinka, du russe глубинка, désigne la Russie profonde. Par extension, le mot est aussi utilisé en russe pour désigner l'Amérique profonde (американская глубинка).
Glubinka 34x45 est le titre d'un film d'Evgeniy Solomin primé au Festival international du film de Wiesbaden.

## Référence
- « Centre » et « périphérie » : l’organisation linguistique de l’espace en russe et en français, par Olga Inkova, dans Lieux d'Europe, Éditions de la Maison des sciences de l’homme (ÉMSH), 2008 - https://books.openedition.org/editionsmsh/785